# 일본력

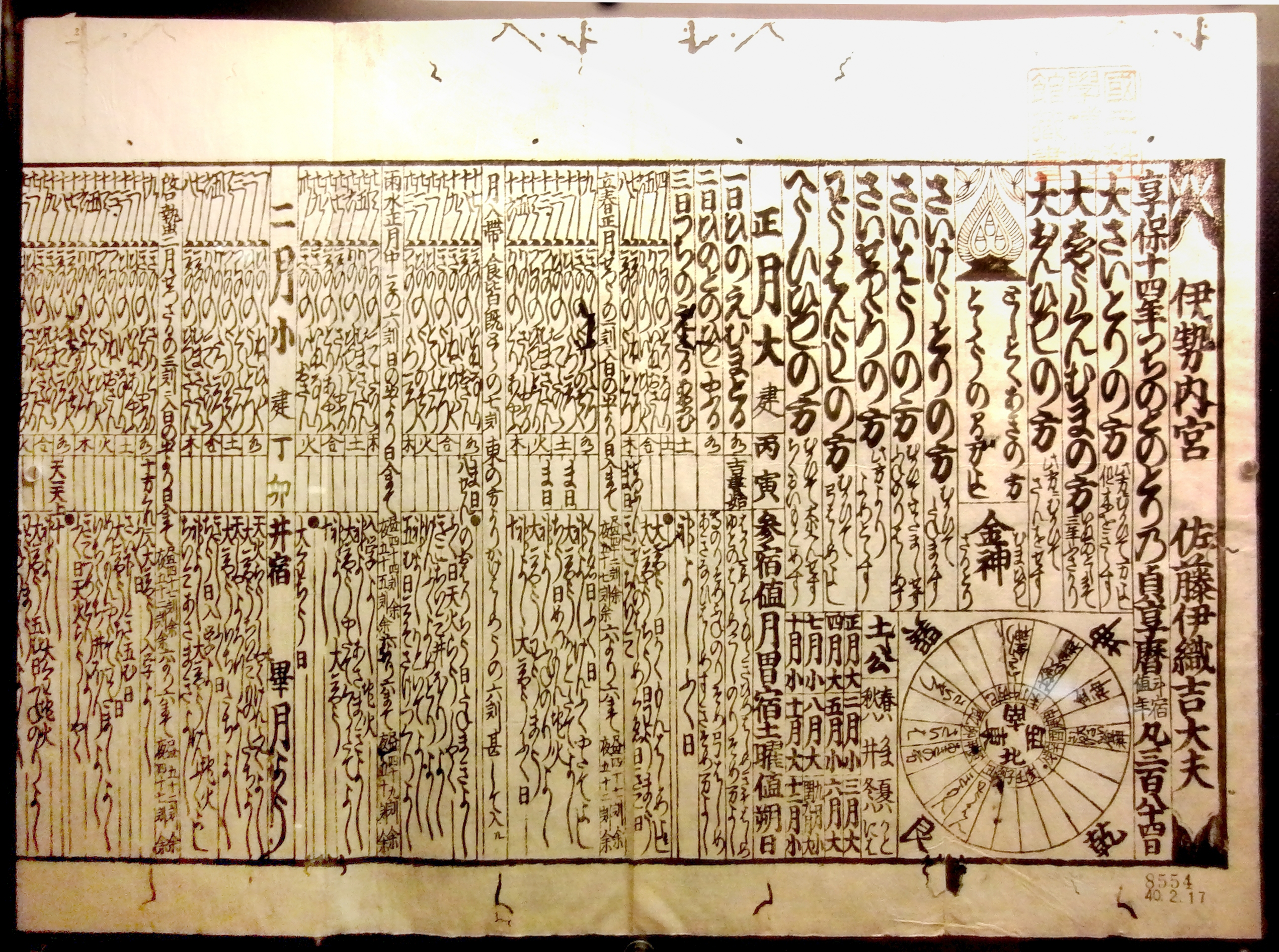
이세 신궁이 발행한 조쿄력 절차를 사용한 1729년 달력

일본력 또는 일본의 역법은 다양한 공식 및 비공식 체계를 포함했다. 현재 일본은 그레고리력과 함께 현재 천황의 연호를 명시하는 연도를 사용한다. 기록 형식은 연도, 월, 일 순으로 ISO 8601 표준과 일치한다.
예를 들어, 2003년 2월 16일은 2003年2月16日 또는 平成15年2月16日(후자는 연호 체계에 따름)로 쓸 수 있다. 年은 nen으로 읽히고 "년"을 의미하며, 月은 gatsu로 읽히고 "월"을 의미하고, 마지막으로 日은 (보통) nichi로 읽히고 (그 발음은 앞에 오는 숫자에 따라 달라진다. 아래 참조) "일"을 의미한다.
1873년 그레고리력 도입 이전에는 태음태양력인 중국력에 기반한 역법을 사용했다.

## 역사

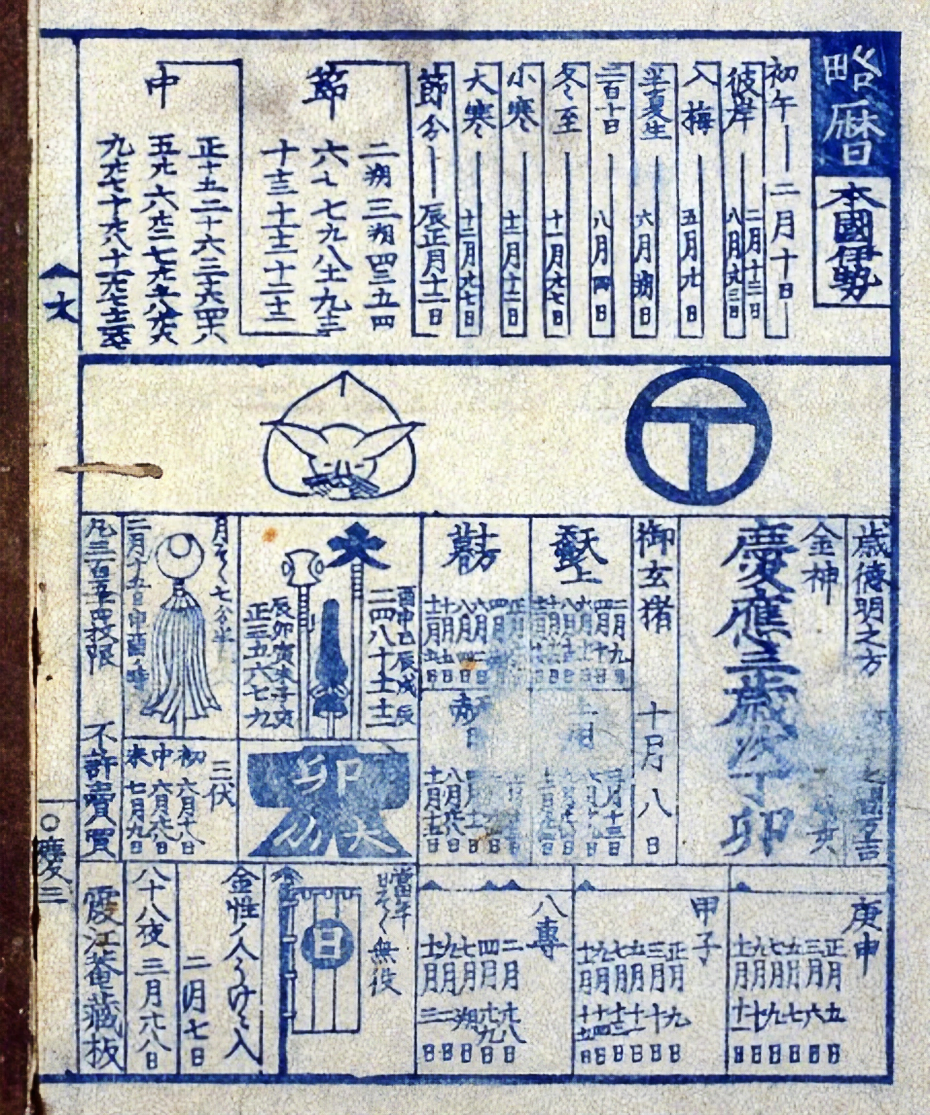
일본 달력(목판화, 1867년)

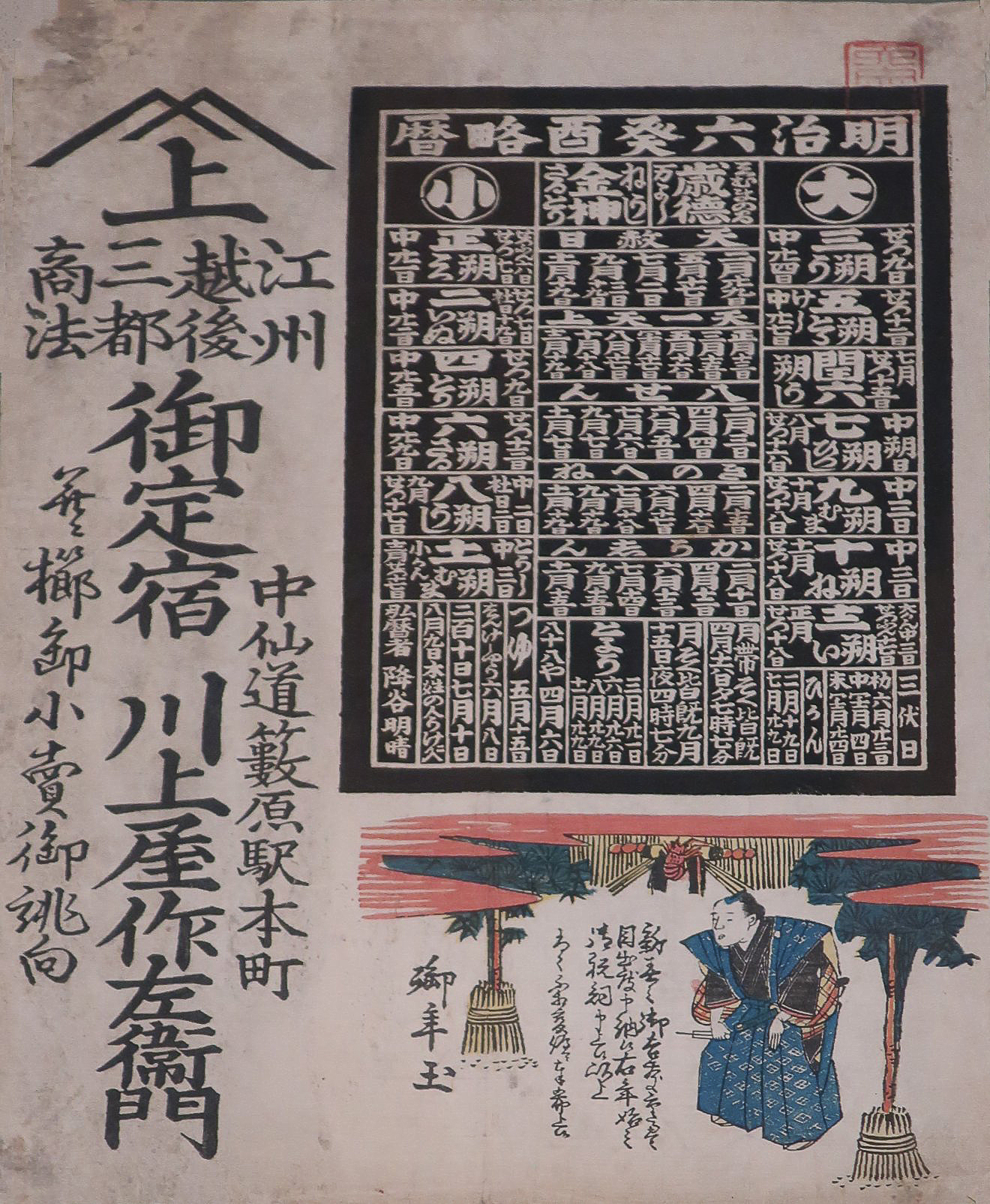
1873년 약식 달력
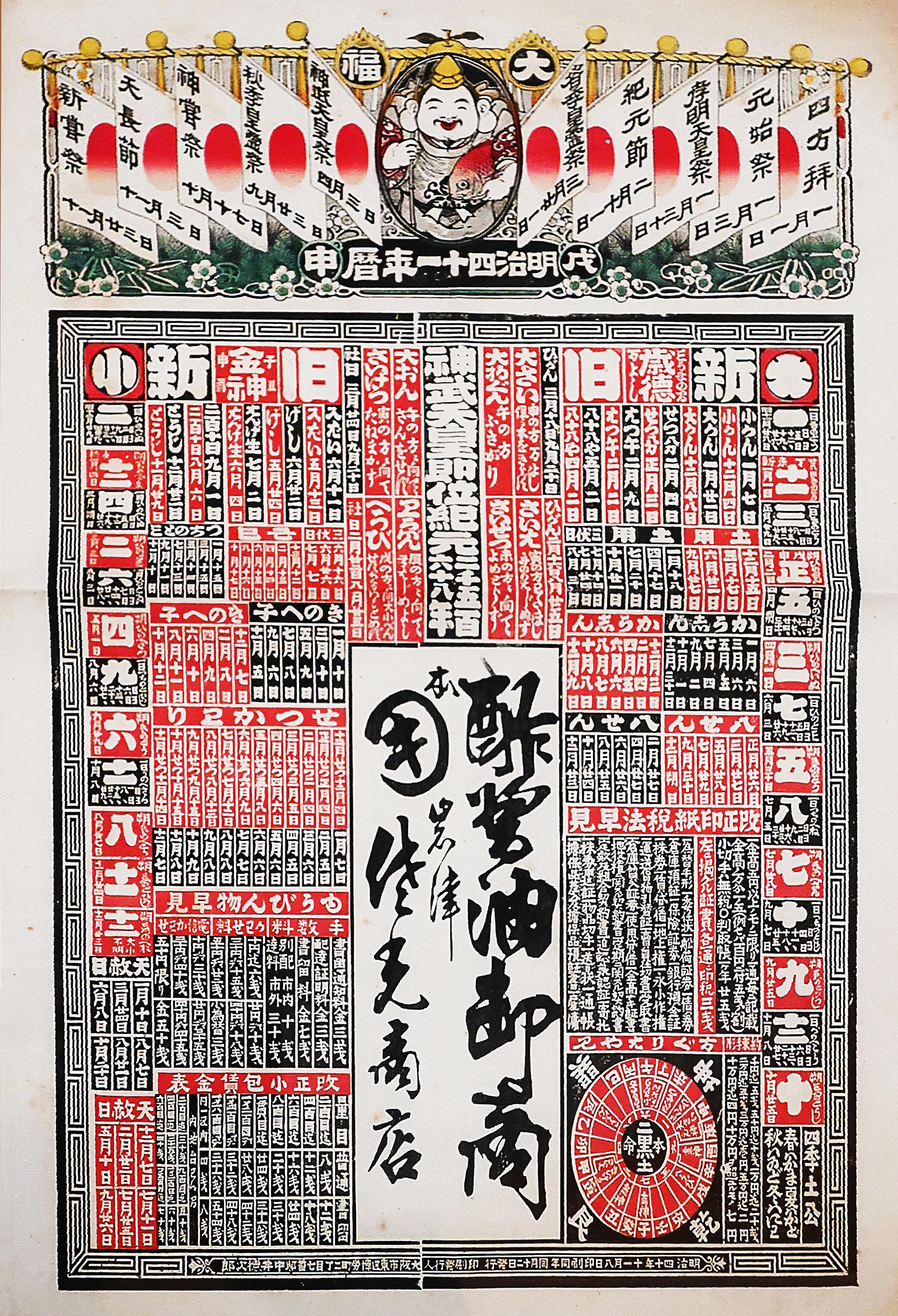
1907년 달력

수 세기 동안 일본은 연도를 지정하기 위해 최대 4가지 시스템을 사용했다. 중국의 간지, 연호(|元号) 시스템, 진무 천황 즉위기원 및 서력 기원 시스템이다. 그러나 21세기에는 연호 시스템(gengō)과 서양 시스템(seireki)만이 여전히 널리 사용된다.

### 중국력
태음태양력 중국력은 6세기 중반 한국을 통해 일본에 전파되었다. 그 후 일본은 다양한 중국력 절차를 사용하여 역법을 계산했으며, 1685년부터는 중국 절차의 일본 변형을 사용했다. 이 간지는 종종 연호와 함께 사용되었는데, 위에서 보듯이 1729년 이세 달력은 "교호 14년, 무술"(己酉)이다.
현대에는 옛 중국력이 사실상 무시되고 있으며, 설날 축하 행사는 중국계 일본인 및 기타 아시아 이민자 공동체에만 국한된다. 그러나 "길흉일" (아래 설명), 각 월 이름의 전통적 의미, 현대 일본 달력의 다른 특징들에서 여전히 그 영향력을 느낄 수 있다.

### 연호
연호(元号) 시스템도 중국에서 도입되었으며, 서기 701년부터 지속적으로 사용되고 있다. 재위하는 천황이 자신의 연호와 관련된 이름을 선택하는데, 1868년 이전에는 중요한 사건을 기념하기 위해 같은 천황의 재위 기간 동안 여러 이름이 선택되었다. 예를 들어, 고메이 천황의 재위 기간(1846년-1867년)은 7개의 연호로 나뉘었는데, 그 중 하나는 1년만 지속되었다. 1868년 고메이의 아들인 메이지 천황부터는 각 천황의 전체 재위 기간을 대표하는 하나의 연호만 사용되었다.
연호 시스템은 특히 공문서 및 정부 양식에서 여전히 널리 사용된다. 또한 개인 및 사적 업무에서도 일반적으로 사용된다.
현재의 연호인 레이와는 2019년 5월 1일 공식적으로 시작되었다. 새 연호의 이름은 2019년 4월 1일 일본 정부에 의해 나루히토의 즉위 한 달 전에 발표되었다. 이전 연호인 헤이세이는 2019년 4월 30일 일본의 전 천황인 아키히토가 퇴위하면서 막을 내렸다. 레이와는 일본 고유의 근원에서 유래한 첫 번째 연호이다. 이전 연호들은 중국 고전 문학에서 따왔다.

### 일본 황기
진무 천황 즉위기원은 기원전 660년 진무 천황에 의한 일본의 전설적인 건국 날짜에 기반한다. 예를 들어, 기원전 660년은 고키 1년으로 간주된다.
1873년 공식 달력에서 처음 사용되었다. 고키 2600년 (1940년)은 특별한 해였다. 1940년 하계 올림픽과 도쿄 엑스포가 기념 행사로 계획되었지만, 중일 전쟁으로 인해 취소되었다. 일본 해군 0식 함상전투기는 이 해의 이름을 따서 명명되었다. 제2차 세계 대전 이후 미국은 일본을 점령하고 공무원들의 고키 사용을 중단시켰다.
오늘날, 고키는 일부 사법적 맥락을 제외하고는 거의 사용되지 않는다. 고키 연대를 사용하는 것은 국수주의적 신호일 수 있으며, 일본 황실의 역사가 기독교의 역사, 즉 서력 기원(AD) 시스템의 기초보다 더 길다는 것을 나타낸다.
윤년의 위치를 결정하는 1898년 법률은 공식적으로 고키 연도를 기반으로 하며, 그레고리력과 사실상 동등한 공식을 사용한다. 즉, 고키 연도 숫자가 4로 나누어 떨어지면 윤년이지만, 그 숫자에서 660을 뺀 값이 100으로 나누어 떨어지고 400으로는 나누어 떨어지지 않으면 윤년이 아니다. 따라서 예를 들어, 고키 2560년(서기 1900년)은 4로 나누어 떨어진다. 그러나 2560 − 660 = 1900은 100으로 나누어 떨어지고 400으로는 나누어 떨어지지 않으므로, 고키 2560년(1900년)은 윤년이 아니었다. 이는 세계 대부분의 지역과 동일하다.

### 그레고리력(세이레키)
서양 공통 기원(서력 기원) 시스템은 태양력인 그레고리력에 기반하며, 1873년 일본 메이지 시대 근대화의 일환으로 처음 도입되었다.
요즘 일본인들은 연호와 마찬가지로 잘 알고 있다.

## 현대 일본의 관습적 문제

### 그레고리력 월과 "한 달 지연"
중화인민공화국, 베트남, 한국, 몽골과 같은 다른 동아시아 국가들과는 달리, 일본은 중국력을 거의 완전히 잊었다. 1876년 이래로 1월은 일본 전통 민속 행사의 날짜를 정할 때도 공식적으로 "첫째 달"로 간주되었다(다른 달도 마찬가지이다. 2월은 둘째 달, 3월은 셋째 달 등). 그러나 이 시스템은 행사가 전통 달력보다 3~7주 빠르기 때문에 강한 계절적 괴리감을 종종 가져온다. 현대 일본 문화는 축제 날짜를 정하는 일종의 "절충된" 방식을 고안했는데, 이를 쓰키오쿠레("한 달 지연") 또는 추레키("절충 달력")라고 부른다.
축제는 그레고리력 날짜보다 한 태양력 달 뒤에 기념된다. 예를 들어, 오본 불교 축제는 7월 15일이었다. 많은 곳에서 종교 의식은 7월 15일에 열린다. 그러나 일부 지역에서는 의식이 보통 8월 15일에 열리는데, 이는 구력에 더 계절적으로 가깝다. (일반적인 "오본 휴일"은 항상 8월 중순을 의미한다.) 이것은 단지 사실상 관습적이지만, 많은 민속 행사와 종교 축제의 날짜를 정할 때 널리 사용된다. 그러나 일본 설날은 큰 예외이다. 일본 설날은 항상 1월 1일이다.

## 같이 보기
- 세는나이
- 간지
- 키고 목록
- 일본의 축제